# Світогляд у Dungeons & Dragons
У рольовій системі Dungeons & Dragons (D&D) існує параметр «світогляд» (англ. alignment), який відображає етичні та моральні норми персонажа. При створенні персонажа гравець вказує його світогляд, а неігровим персонажам світогляд визначає ігровий майстер. Світогляд впливає як на відігравання ролі, так і на деякі можливості та обмеження для гравця.
Слово Alignment має різні варіанти перекладу, як «орієнтація», «характер» або «відданість», проте жоден з цих варіантів не став загальноприйнятим. На ігровому жаргоні це поняття іноді не перекладають, а транскрибують як: «елаймент».

## Роль
У ранніх версіях D&D гравці могли вибирати між трьома видами світогляду: законослухняним, нейтральним і хаотичним. У подальших версіях D&D було введено другий вимір для визначення світогляду: тепер він міг бути добрим, нейтральним і злим. Таким чином, згідно з правилами D&D, світогляд персонажа можна описати одним з дев'яти станів. Стан, коли світогляд є нейтрально-нейтральним, зазвичай називають істинно нейтральним або просто нейтральним.
Світогляд не є незмінною характеристикою: ряд вчинків, скоєних персонажем, які не відповідають поточному світогляду, в підсумку змінять його в сторону світогляду вчинків. Наприклад, безпринципний злодій (хаотично-злий), відмічений в роздаванні краденого бідним, в кінцевому рахунку стає хаотично-добрим.
Світогляд має суттєвий вплив на вибір класу персонажа. Наприклад, законослухняний персонаж не може бути бардом або варваром, друїд повинен бути нейтральним хоча б за одним з вимірів, а паладин може бути тільки доброчесно-добрим. Також ряд предметів і заклинань може вибірково впливати на персонажів різних світоглядів.

## Історія в D&D
Концепція світогляду була вперше введена в рольові ігри творцем D&D Гері Гайгексом. За основу була взята філософія порядку і хаосу із серії романів Майкла Муркока про Елрік, а також твори Пола Андерсона.
У першому виданні D&D (1974) гравці могли вибирати один з трьох світоглядів: «законослухняний» (англ. lawful), що цінує власну честь та поважає правила суспільства; «хаотичний» (англ. chaotic), тобто бунтівний та індивідуалістичний, та «нейтральний» (англ. neutral), що балансує між цими крайнощами.
У 1976 році, Гері Гайгекс опублікував статтю, де представив другу «вісь» світогляду: з одного боку добро (англ. good), що означає альтруїзм та повагу до життя, а з іншого зло (англ. evil), що представляє егоїзм та відсутність поваги до життя.
У 4-й редакції D&D була змінена система світогляду персонажа; залишено було тільки 5 типів світогляду: принципово-добрий, добрий, нейтральний, злий, хаотично-злий.
5-е видання D&D, випущене в 2014 році, повернулося до попередньої схеми з дев'яти світоглядів і включило десяту опцію «Unaligned» для істот, які діють за інстинктами і не ухвалюють моральних рішень.

## Осі світогляду в D&D

### Добро— Зло
Протистояння добра та зла (Good — Evil) — загальна концепція як D&D, так і інших фентезі. Хоча персонаж гравця може керуватися своїми власними цілями(своєю власною метою), а не боротьбою за загальне благо, все ж мається на увазі, що «добрий» персонаж в основному протистоїть злу і часто б'ється зі злими створіннями.
Третя редакція правил D&D визначає добро і зло так:
Добро являє собою альтруїзм, повагу до життя і до власної гідності розумних істот. Добрі персонажі приносять себе в жертву, допомагаючи іншим. 
Зло — шкода, гніт та вбивство інших. Деякі злі створіння просто не мають жалю до інших і вбивають без вагань з метою одержання вигоди або просто щоб прибрати чергову перешкоду. Існують й інші, що вбивають заради спортивного інтересу чи з поваги до злого божества або господаря. 
 Нейтральні однаково ставляться як до добра так і до зла, жалкують про смерть невинних, але уникають зобов'язань захищати інших або надавати їм допомогу. Нейтральні допомагають іншими лише на базі міжособистісних відносин.
Паладини, альтруїстичні герої і такі істоти як ангели дотримуються доброго світогляду. Лиходії і затяті злочинці дотримуються злого світогляду, так само як і злі за своєю суттю створіння — демони і більшість мерців. Тварини дотримуються нейтралітету, навіть якщо атакують невинних, оскільки діють з волі природного інстинкту і за відсутності інтелекту, тому не можуть давати моральні оцінки.

### Закон— Хаос
В ігрових правилах D&D вісь «закон-хаос» (Law — Chaos) передує осі «добро-зло». У езотеричних правилах сетинґу Greyhawk в передісторії світу також є пріоритет «закону-хаосу» над «добром-злом». Гравці часто вважають, що слідування закону і хаотичність менш застосовні до їх персонажів, ніж доброта чи злість. Принципова поведінка не обов'язково означає покору місцевими законами, так само як хаотичний світогляд не говорить про те, що персонаж буде ігнорувати місцеві порядки.
Третя редакція правил D&D визначає закон і хаос так:
Закон — це честь, чесність, відданість законній владі й передбачуваність. З іншого боку, принципова поведінка може означати недалекість, реакційну прихильність до традицій, поверховість суджень і втрату пристосовності. Ті, хто свідомо дотримуються законності, вважають, що тільки законослухняна поведінка створює суспільство, в якому люди можуть покладатися один на одного і приймати правильні рішення з повною упевненістю, що й інші будуть чинити так, як їм належить. 
Хаос — це свобода, пристосовність і гнучкість. З іншого боку, хаотична поведінка може означати нерозсудливість, невдоволення по відношенню до законної влади, непередбачуваність дій і безвідповідальність. Ті, хто свідомо дотримуються хаотичної поведінки, вважають, що тільки безмежна особиста свобода дозволяє людям повністю виразити себе і що все суспільство одержує перевагу від потенціалу, який має кожен, хто є його частиною. 
 Нейтральні з повагою ставляться як до закону, так і до хаосу, не мають конфліктів з владою, не відчувають ані примусу до підпорядкування, ані пориву до повстанської діяльності. Вони чесні, але можуть збрехати або обдурити іншого. 
Істоти D&D частіше нейтральні по відношенню до закону/хаосу, ніж до добра/зла. Окремі створіння в зовнішніх землях, такі як численні і сильні модрони, завжди відрізнялися принциповою поведінкою, в той час як слаади являють собою породження хаосу. Гноми зазвичай законослухняні, тоді як ельфи здебільшого хаотичні.

## Види

### Законно-добрий
Законно-добрі (англ. Lawful Good, LG) персонажі вірять, що організовані сильні товариства з добре працездатним урядом можуть зробити життя кращим для більшості людей. Щоб гарантувати якість життя, треба створювати закони і підкорятися їм. Коли люди поважають закони і намагаються допомагати один одному, суспільство в цілому процвітає. З цієї причини законослухняні добрі персонажі борються за речі, які принесуть значні блага більшості і найменше заподіють шкоди.
Чесний і ретельно працелюбний кріпак, добрий і мудрий король або суворий, але справедливий міністр — приклади законослухняних добрих людей. Як приклад законно-доброго персонажа з іншої франшизи автори наводять Бетмена. Найчастіші персонажі: Паладин.

### Законно-нейтральний
Порядок і організація є речами першорядної важливості для персонажів з характером законно-нейтральний (англ. Lawful Neutral, LN). Вони вірять у сильний і добре впорядкований уряд, будь то тиранія або великодушна демократія. Вигоди організованості і систематизації переважують над всіма питаннями моралі, піднятими їх діяльністю.
Інквізитор, який вирішив за будь-яку ціну переслідувати зрадників, або солдат, що ніколи не обговорює відданих йому наказів, — приклади законно-нейтральної поведінки. Як приклад редактори наводять Джеймса Бонда.

### Законно-злий
Законно-злі (англ. Lawful Evil, LE) персонажі вірять у використання суспільства і його законів для досягнення власних цілей. Структура і організація підносять тих, хто заслуговує влади, і надають чітко визначену ієрархію між паном і слугою. У цьому відношенні законно-злі персонажі підтримують закони і суспільства, які захищають їх інтереси. Якщо комусь заподіяно шкоду або хтось страждає від законів, які працюють на благо законослухняних злих персонажів, тим гірше для нього. Законно-злі персонажі підкоряються законам часто зі страху бути покараними. Оскільки їх можна змусити виконувати несприятливий контракт або дану ними присягу, законослухняні злі персонажі зазвичай дуже обережно дають своє слово. І порушують вони його тільки в тому випадку, якщо можна знайти легальний спосіб зробити це за законами суспільства.
Суворий тиран, хитрий і жадібний торговець — приклади законно-злих людей. До таких персонажів відносяться, наприклад, Рейстлін та інші чорні маги.

### Нейтрально-добрий
Нейтрально-добрі (англ. Neutral Good, NG) персонажі вірять, що рівновага сил важлива, але інтереси порядку і хаосу не стоять вище необхідності добра. Оскільки всесвіт великий і населений багатьма істотами, які борються за різні цілі, рішуче прагнення до добра не порушить рівноваги; воно навіть може підтримати її. Якщо для того, щоб сприяти розвитку добра, потрібно підтримувати організоване суспільство, то так і треба робити. Якщо добро може прийти тільки через повалення дійсного суспільного порядку, хай так і буде. Сама по собі структура суспільства не має для них значення.
Барон, який відмовляється виконувати укази короля, бо вважає їх злими, — приклад нейтрально-доброго персонажа.

### Нейтральний
Нейтральні (англ. True Neutral, TN) персонажі вірять у велику рівновагу сил, і вони відмовляються сприймати дії як добрі чи злі. Оскільки більшість людей у світі роблять судження, нейтральні персонажі вкрай рідкісні. Вони намагаються з усіх сил не ставати на бік добра чи зла, закону чи хаосу. Їхній уділ — стежити, щоб всі ці сили залишалися у врівноваженому протистоянні.
Іноді нейтральні персонажі змушені вступати у вельми специфічні альянси. Здебільшого вони змушені ставати на бік переможеного в будь-якій даній ситуації, іноді навіть міняючи сторону, коли колишній невдаха стає переможцем. Істинно нейтральний друїд може приєднатися до сил місцевого району, щоб покласти кінець племені злих гноллів, тільки щоб потім зникнути або змінити бік, коли гнолли будуть на межі знищення. Він буде стежити за тим, щоб жодна із сторін не стала надто могутньою.
У Complete Scoundrel прикладом нейтрального персонажа служить Хан Соло.

### Нейтрально-злий
Нейтрально-злі (англ. Neutral Evil, NE) персонажі в першу чергу зайняті собою і власним просуванням. У них немає особливих заперечень проти роботи з іншими, але часто багато хто з них діє поодинці. Єдиний їхній інтерес — просування вперед. Якщо є швидкий і легкий шлях отримати вигоду, легальний він, сумнівний чи очевидно злочинний, вони ним скористаються. Хоча нейтрально-злим персонажам не властивий принцип «кожен сам за себе», який сповідують хаотичні персонажі, вони не будуть вагатися, якщо можна зрадити своїх друзів і компаньйонів заради особистої вигоди. Їхня відданість орієнтована на владу й гроші, що робить їх вкрай прихильними до хабарів.
Безпринципний найманець, звичайний злодій чи інформатор-ошуканець, зрадник, що здасть людей владі заради власних цілей — типові приклади нейтрально-злих персонажів. Як приклад служить Джеймс Сойер з серіалу Lost.

### Хаотично-добрий
Хаотично-добрі (англ. Chaotic Good, CG) персонажі — сильні індивідуалісти, відмічені рисою доброти і доброзичливості. Вони вірять у добро і справедливість, але закони і правила відкидають. Їм не потрібні люди, які «хочуть грубо поводитися з народом і говорити йому що робити». Їх дії спрямовуються їх власним високоморальним компасом і добром, але вони не завжди цілком згодні з рештою суспільства.
Хоробрий першопроходець, що вічно йде вперед, в той час як поселенці йдуть за ним, або розбійник, що роздає награбоване нужденним, — приклади хаотично-добрих персонажів. Як приклад такого світогляду автори наводять Робіна Гуда і Зорро. З персонажів літератури та ігор на базі D&D до таких відносяться Дриззт До'Урден і Мінськ.

### Хаотично-нейтральний
Хаотично-нейтральні (англ. Chaotic Neutral, CN) персонажі вважають, що порядку не має взагалі ні в чому, в тому числі і в їхніх діях. Дотримуючись цього принципу, вони прагнуть вдовольняти будь-які свої примхи, які тільки можуть спасти їм на думку. Для них питання добра і зла недоречні при прийнятті рішення. З хаотичними нейтральними персонажами вкрай важко мати справу. Вони можуть охоче і без видимої причини поставити все, що у них є, на кін, однак це не означає, що вони обов'язково спробують перейти бурхливу річку вбрід, якщо поруч є міст. Вони майже ніколи не заслуговують довіри.
Бард, що живе за своїми внутрішніми правилами, злодій, що краде заради самого процесу — приклади хаотичних нейтральних персонажів. Редактори приводять в приклад капітана Джека Горобця, а з персонажів D&D до таких належить Джарлаксл.

### Хаотично-злий
Хаотично-злі (англ. Chaotic Evil, CE) персонажі  — становлять небезпеку для всього доброго і організованого. Ними рухає лише бажання особистої вигоди та задоволення. Вони абсолютно не бачать нічого поганого в тому, щоб взяти те, чого їм хочеться, будь-якими можливими способами. Закони та уряд для них — лише інструменти невдах, нездатних захистити себе. Сильні мають право брати, що вони захочуть, а слабкі потрібні тільки для того, щоб їх використовувати. Коли хаотичні злі персонажі збираються разом, ними рухає не бажання кооперуватися, але, скоріше, бажання протистояти сильнішим за них ворогам. Таку групу може утримати разом тільки сильний лідер, здатний змусити своїх підлеглих коритися. Оскільки лідерство ґрунтується виключно на грубій силі, швидше за все, лідер буде усунутий при першій ознаці слабості будь-ким, хто зможе яким завгодно способом відібрати у нього це положення.
Кровожерливі пірати і монстри з низьким інтелектом — приклади хаотично-злих персонажів.